# Carrutxes
|  | Aquest article tracta sobre l'estri per ajudar a caminar als nens. Vegeu-ne altres significats a «caminador (desambiguació)». |

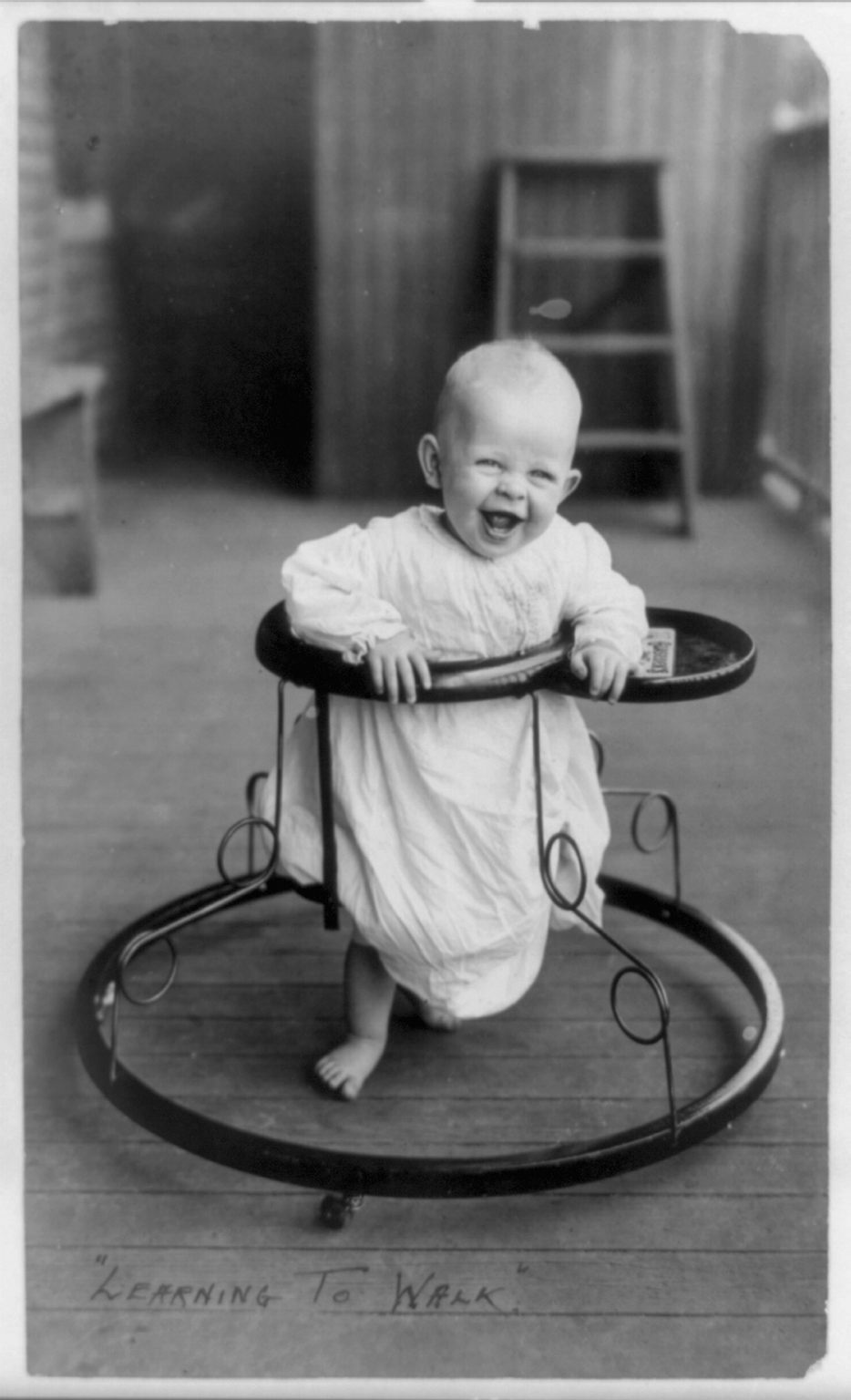
Nen en un caminador

Unes carrutxes (castellanisme), caminadors o caminador, passejadors o carret són un estri que s'utilitza per a ensenyar de caminar als nens. Els caminadors són estructures rígides circulars dins de les quals s'introdueix el nadó. La part superior és prou estreta perquè el nen trobi un suport segur mentre que la base és més ampla per facilitar el moviment dels peus. Tenen una altura equivalent a la del pit del nen de manera que aquest es pugui donar suport, agafar o empènyer per a fer els seus primers passos. Estan fabricats de fusta, plàstic o de metall i compten amb rodes a la seva base per fer possible llur desplaçament.
Els pares col·loquen els nens en caminadors a partir de cinc mesos d'edat per diversos motius: mantenir els nens ocupats, començar a caminar abans o enfortir-se les cames. Per triar un bon caminador es recomana que tingui UN sistema contra les relliscades per A evitar bolcades, que el suport sigui tou per A esmorteir cops, que tingui aturadors per a immobilitzar-lo, que sigui plegable, que es pugui rentar i que es pugui regular en altària per a seguir el creixement del nadó. Alguns caminadors també inclouen una plataforma amb jocs que desenvolupen la psicomotricitat del nadó.
Tradicionalment, s'ha pensat que l'ús de caminadors accelerava l'aprenentatge dels nens. No obstant això, recents estudis que han comparat el desenvolupament de nadons que utilitzaven caminadors i altres que no ho feien ho posen en dubte. Les conclusions semblen suggerir el contrari: que els nens que han utilitzat suports han retardat la seva evolució enfront dels qui no els han fet servir. A més, els caminadors poden ser font d'accidents o lesions entre les causes hi ha empentes, defectes mecànics o ensopegades.
Les dades sobre les lesions causades pels caminadors compilades pel Programa de Prevenció i Report de Lesions de l'Hospital del Canadà (CHIRPP) van conduir a la prohibició de la venda d'aquests aparells en aquest país. El CHIRPP és un sistema informàtic que recull i analitza les dades de lesions tractades per setze hospitals al Canadà. La base de dades va revelar que entre els mesos d'abril de 1990 i abril de 2002, es van produir 1.935 lesions causades per l'ús de caminadors. La prohibició en aquest país inclou la venda, importació i anunci de caminadors englobant també els caminadors modificats i els de segona mà.

## Història

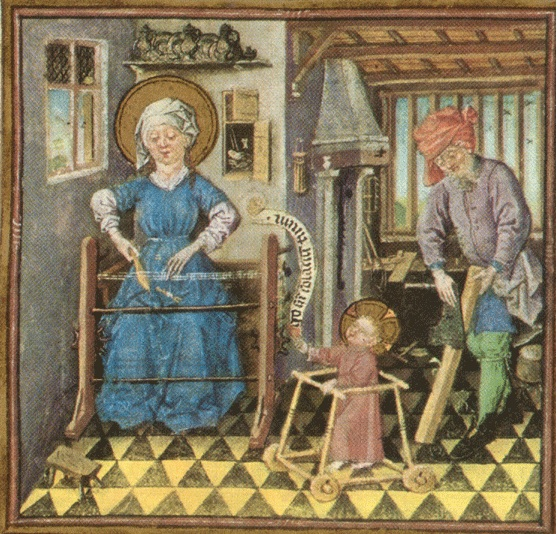
Jesus dins un caminador Hores de Caterina de Cleves, c. 1440.

Els caminadors apareixen representats en algunes obres d'art dels segles xiv i xv entre les quals hi ha el  Llibre d'hores  de Catalina de Cleves. El metge del segle XVI Ferrarius els va recomanar per a ensenyar de caminar als nens.
El caminador més comú consistia en una estructura de fusta amb un cèrcol superior i diverses rodes a la seva base i s'utilitzava tant per ensenyar als nens a caminar com per obligar-los a fer exercici. Diversos exemplars d'aquest tipus es conserven en museus i cases històriques. Juan Pantoja de la Creu va retratar al futur Felip IV amb un caminador el 1607. Rembrandt va dibuixar un nen introduït dins d'un caminador el 1646.